# Xã Lake, Quận Hall, Nebraska
Xã Lake (tiếng Anh: Lake Township) là một xã thuộc quận Hall, tiểu bang Nebraska, Hoa Kỳ. Năm 2010, dân số của xã này là 396 người.